# العلاقات السعودية النمساوية
العلاقات السعودية النمساوية هي العلاقات الخارجية بين النمسا والمملكة العربية السعودية. أقيمت علاقات دبلوماسية رسمية ومباشرة يوم 10 سبتمبر 1957. واليوم النمسا لديها سفارة في الرياض والمملكة العربية السعودية لديها سفارة في فيينا.
في أكتوبر 2001 قام رئيس النمسا توماس كليستيل بزيارة المملكة العربية السعودية.
وفي أبريل 2004، قام ولي العهد الأمير عبد الله بزيارة النمسا.
في مارس 2006 قام رئيس النمسا هاينز فيشر بزيارة المملكة العربية السعودية.

## العلاقات الاقتصادية بين البلدين
وصل حجم التبادل التجاري بين البلدين في عام 2018م نحو 2,370 مليون ريال سعودي، منها واردات بقيمة 2,347 مليون ريال وصادرات بقيمة 23 مليوون ريال، بينما في عام 2017م بلغت قيمة التبادل التجاري بين الجانبين حوالي 2,746 مليون ريال، منها واردات بنحو 2,708 مليون ريال وصادرات بنحو 38 مليون ريال سعودي.

### أهم السلع المصدرة لعام 2018
- نحاس ومصنوعاته.
- لدائن ومصنوعاتها.
- ألومنيوم ومصنوعاته.
- مصنوعات من حديد وصب (فولاذ).
- الحديد والصلب (فولاذ).

### أهم السلع المستوردة 2018
- آلات وأدوات آلية وأجزاؤها.
- أجهزة ومعدات كهربائية وأجزاؤها.
- سيارات وأجزاؤها.
- منتجات الصيدلة.
- خشب ومصنوعاته؛ فحم خشبي.[6]

## الاتفاقيات واللجان المشتركة
- اللجنة السعودية النمساوية، ويرأسها من الجانب السعودي وزارة الاقتصاد والتخطيط.
- مجلس الأعمال السعودي النمساوي.
- اتفاقية العلاقات الاقتصادية والتعاون الاقتصادي والصناعي والتقني بين المملكة العربية السعودية وجمهورية النمسا والتي جرى توقيعها بتاريخ 29 مارس 1989م، والتي تم تطبيقها بتاريخ 1 يوليو 1989م.
- اتفاقية تشجيع وحماية الاستثمار المتبادل بين الطرفين والتي وقعت في 30 يوليو 2001م ودخلت حيز التنفيذ 25 يوليو 2005م.[7]